# Tetranychus roseus
Tetranychus roseus är en spindeldjursart som beskrevs av Gutierrez 1969. Tetranychus roseus ingår i släktet Tetranychus och familjen Tetranychidae. Inga underarter finns listade i Catalogue of Life.